# Dennis Farina
Pour les articles homonymes, voir Farina.
Dennis Farina, né le 29 février 1944 à Chicago, (Illinois, États-Unis), et mort le 22 juillet 2013 à Scottsdale, (Arizona, États-Unis), est un acteur et producteur américain.
Deux de ses rôles les plus connus sont les personnages de Jimmy Serrano, parrain mafieux de Midnight Run (1988) avec Robert De Niro, et Ray « Bones » Barboni, rival de l'usurier Chili Palmer joué par John Travolta dans Get Shorty (1995).

## Biographie

### Jeunesse & formation
Dennis Farina est né à Chicago dans l'Illinois de parents italo-américains, Yolanda, une femme au foyer, et Joseph Farina, un médecin sicilien. Il a grandi dans une famille nombreuse et a trois frères et trois sœurs.

### Carrière
Dennis s'engage dans l'armée américaine avant d'intégrer la police de Chicago durant 18 ans, de 1967 à 1985, à la brigade de lutte contre les cambriolages.
Il est repéré par Michael Mann qui lui offre son premier rôle à l'âge de 37 ans dans Le Solitaire (1981) dans lequel il interprète un porte-flingue discret pour le compte d'un puissant caïd de New-York, puis il le fait tourner dans deux épisodes de la saison 1 de Deux flics à Miami en 1984 et enfin, lui fait jouer l'agent spécial du FBI Jack Crawford dans Le Sixième Sens (1986), premier film mettant en scène Hannibal Lecter.
Trois de ses rôles les plus connus sont les personnages de Jimmy Serrano, parrain mafieux de Midnight Run (1988) avec Robert De Niro, Ray «Bones» Barboni, rival de l'usurier Chili Palmer joué par John Travolta dans Get Shorty (1995), et le mafieux américain à la poursuite d'un diamant volé dans la comédie de gangster britannique Snatch (2000) de Guy Ritchie.
Il est par ailleurs un comédien chevronné de la scène théâtrale de Chicago. Il s’est produit entre autres dans Bleacher Bums de Joseph Mantegna, A Prayer for My Daughter mise en scène par John Malkovich, A Class Three Trial in Yokohama, sous la direction de Donald Finn, The Time of Your Life dirigée par Donald Moffat, Heat mise en scène par Roberta Custer, Streamers par Terry Kinney, ou encore Tracers mise en scène par Gary Sinise, qui a obtenu le Joseph Jefferson Award de la meilleure distribution.

### Décès
Le 22 juillet 2013, il meurt à Scottsdale (Arizona) d'une embolie pulmonaire à l'âge de 69 ans.

## Filmographie

### Cinéma

#### Films
- 1981 : wachtwoord
- (Thief) de Michael Mann : Carl
- 1985 : Sale temps pour un flic (Code of Silence) d'Andrew Davis : l'inspecteur Dorato
- 1986 : Jo Jo Dancer, Your Life Is Calling (en) de Richard Pryor : Freddy
- 1986 : Le Sixième Sens (Manhunter) de Michael Mann : Jack Crawford
- 1988 : Midnight Run de Martin Brest : Jimmy Serrano
- 1991 : Un homme respectable (Men of Respect) de William Reilly : Bankie Como
- 1992 : We're Talking Serious Money de James Lemmo (en) : Sal
- 1992 : Justice à mains nues (Street Crimes) de Stephen Smoke : Brian
- 1992 : Mac de John Turturro : M. Stunder
- 1993 : Indiscrétion assurée (Another Stakeout) de John Badham : Brian O'Hara
- 1993 : Romeo Is Bleeding de Peter Medak : Nick Gazzara (non crédité)
- 1993 : Piège en eaux troubles (Striking Distance) de Rowdy Herrington : le capitaine Nick Detillo
- 1994 : Little Big League d'Andrew Scheinman : George O'Farrell
- 1995 : Get Shorty de Barry Sonnenfeld : Ray « Bones » Barboni
- 1996 : Eddie de Steve Rash : le coach John Bailey
- 1997 : C'est ça l'amour? (That Old Feeling) de Carl Reiner : Dan De Mora
- 1998 : Hors d'atteinte (Out of Sight) de Steven Soderbergh : le marshal Sisco
- 1998 : Il faut sauver le soldat Ryan (Saving Private Ryan) de Steven Spielberg : le lieutenant Colonel Anderson
- 1999 : Mod Squad (The Mod Squad) de Scott Silver : le capitaine Adam Greer
- 2000 : Piège fatal (Reindeer Games) de John Frankenheimer : Jack Bangs
- 2000 : Preston Tylk de Jon Bokenkamp : Dick Muller
- 2000 : Snatch : Tu braques ou tu raques (Snatch) de Guy Ritchie : Abraham « Cousin Avi » Denovitz
- 2001 : Rencontres à Manhattan (Sidewalks of New York) d'Edward Burns : Carpo
- 2002 : Big Trouble de Barry Sonnenfeld : Henry Desalvo
- 2002 : Harvard à tout prix (Stealing Harvard) de Bruce McCulloch : M. Warner
- 2004 : Paparazzi : Objectif chasse à l'homme (Paparazzi) de Paul Abascal : l'inspecteur Burton
- 2007 : You Kill Me de John Dahl : Edward O'Leary
- 2007 : Purple Violets d'Edward Burns : Gilmore
- 2007 : Bag Boy de Mort Nathan : Marty Engstrom
- 2007 : Very Bad Strip, la cave se rebiffe ! (The Grand) de Zak Penn : Deuce Fairbanks
- 2008 : Bottle Shock de Randall Miller : Maurice Cantavale
- 2008 : Jackpot (What Happens in Vegas...) de Tom Vaughan : Banger
- 2010 : Un catcheur au grand cœur (Knucklehead) : Memphis Earl
- 2011 : The Last Rites of Joe May de Joe Maggio (en) : Joe May
- 2014 : Lucky Stiff de Christopher Ashley : Luigi
- 2014 : Authors Anonymous d'Ellie Kanner : John K. Butzin

#### Court métrage
- 2004 : Scrambled Eggs de Lorenzo Manetti : le Dr Carlson

### Télévision

#### Téléfilm
- 1983 : À l'œil nu (Through Naked Eyes) de John Llewellyn Moxey : le gardien de la paix
- 1984 : L'École des héros (Hard Knox) de Peter Werner
- 1985 : Perdus dans la ville (en) (Final Jeopardy) (TV) de Michael Pressman : un policier
- 1986 : The Birthday Boy de Claude Conrad (programme court)
- 1986 : Triplecross de David Greene : Ernie, policier retraité
- 1987 : Six Against the Rock : Robert Stroud
- 1988 : Open Admissions : Fred
- 1989 : Terreur sur la ville (The Case of the Hillside Stranglers) : Angelo Buono
- 1990 : Confiance aveugle (en) (Blind Faith) : le procureur Kelly
- 1990 : People Like Us : Elias Renthall
- 1991 : Perfect Crimes : Armand Zarro
- 1992 : Le Cartel Medellin : Guerre à la drogue (Drug Wars: The Cocaine Cartel) : Mike Cerone
- 1992 : Doute cruel (Cruel Doubt) : Tom Brereton
- 1993 : The Disappearance of Nora (en) de Joyce Chopra : Denton
- 1993 : A Stranger in the Mirror
- 1994 : Témoin en danger (One Woman's Courage) : Craig McKenna
- 1994 : The Corpse Had a Familiar Face : l'inspecteur Harry Lindstrom
- 1995 : Une femme en danger (Out of Annie's Past) de Stuart Cooper : Charlie Ingle
- 1995 : Bonanza: Under Attack : Charley Siringo
- 1997 : Les Charmes de la vengeance (Bella Mafia) : Don Roberto Luciano
- 2005 : Empire Falls : Walt Comeau

#### Série télévisée
- 1983 : K 2000 : (saison 1, épisode 9 : Le Prototype) : Joe (le clochard)
- 1984 : American Playhouse (saison 3, épisode 10 : The Killing Floor) : Supervisor
- 1984 - 1989 : Deux flics à Miami (Miami Vice) : Albert Lombard
  - (saison 1, épisode 07 : Le Borgne)
  - (saison 1, épisode 23 : Lombard)
  - (saison 5, épisode 17 : Un monde difficile)
- 1985 : Les Enquêtes de Remington Steele (Remington Steele) (saison 3, épisode 21 : Le privé se piège) : Uniforme #2
- 1985 : Rick Hunter (Hunter) : Vic Terranova
  - (saison 1, épisode 13 : La Reine Des Neiges [1/2])
  - (saison 1, épisode 14 : La Reine Des Neiges [2/2])
- 1985 : Le Juge et le Pilote (Hardcastle and McCormick) (saison 2, épisode 20 : Dans la peau d'un flic) : Ed Coley
- 1986 : Jack and Mike (saison 1, épisode 01)
- 1986 : Lady Blue (saison 1, épisode 12 : Sylvie) : Joe Kaufman
- 1986 - 1988 : Les Incorruptibles de Chicago (Crime Story) (43 épisodes) : le lieutenant Mike Torello
- 1989 : China Beach (saison 2, épisode 06 : Chassé croisé) : le lieutenant-colonel Edward Edward Vincent
- 1992 : Les Contes de la crypte (saison 4, épisode 13 : Concerto pour un loup-garou) : Antoine
- 1998 : Buddy Faro (12 épisodes) : Buddy Faro
- 2002 - 2003 : In-Laws (15 épisodes) : Victor Pellet
- 2004 - 2006 : New York, police judiciaire (Law & Order) (46 épisodes) : l'inspecteur Joe Fontana
- 2005 : La Ligue des justiciers (Justice League) : Ted Grant alias Wildcat
  - (saison 4, épisode 01 : Le Chat et le Canari)
  - (saison 4, épisode 11 : Panique dans le ciel [3/4])
- 2005 : New York, cour de justice (Law and Order: Trial by Jury) (saison 1, épisode 08 : Quand les morts parlent) : l'inspecteur Joe Fontana
- 2011 : New Girl : Walt Miller, le père de Nick
  - (saison 2, épisode 13 : Un amour de père)
  - (saison 2, épisode 23 : Toute première fois)
- 2011 - 2012 : Luck (10 épisodes) : Gus Demitriou

## Distinctions

### Récompense
- 1996 : American Comedy Award du second rôle le plus marrant dans un film pour Get Shorty[2]

### Nomination
- 1996 : Screen Actors Guild Award du meilleur casting pour l'ensemble des acteurs de Get Shorty